# کلیسای جامع لیچفیلد
کلیسای جامع لیچفیلد (انگلیسی: Lichfield Cathedral) یک کلیسای جامع در شهر لیچفیلد، انگلستان است.
بنای فعلی کلیسا در سال ۱۱۹۵ میلادی بنیان‌گذاری شده و در سال ۱۳۴۰ ساخت آن به صورت کامل به پایان رسیده است، کلیسای لیچفیلد دارای دو مناره به ارتفاع ۷۶٫۸ متر و یک مناره به ارتفاع ۶۰٫۵ متر می‌باشد.

## نگارخانه

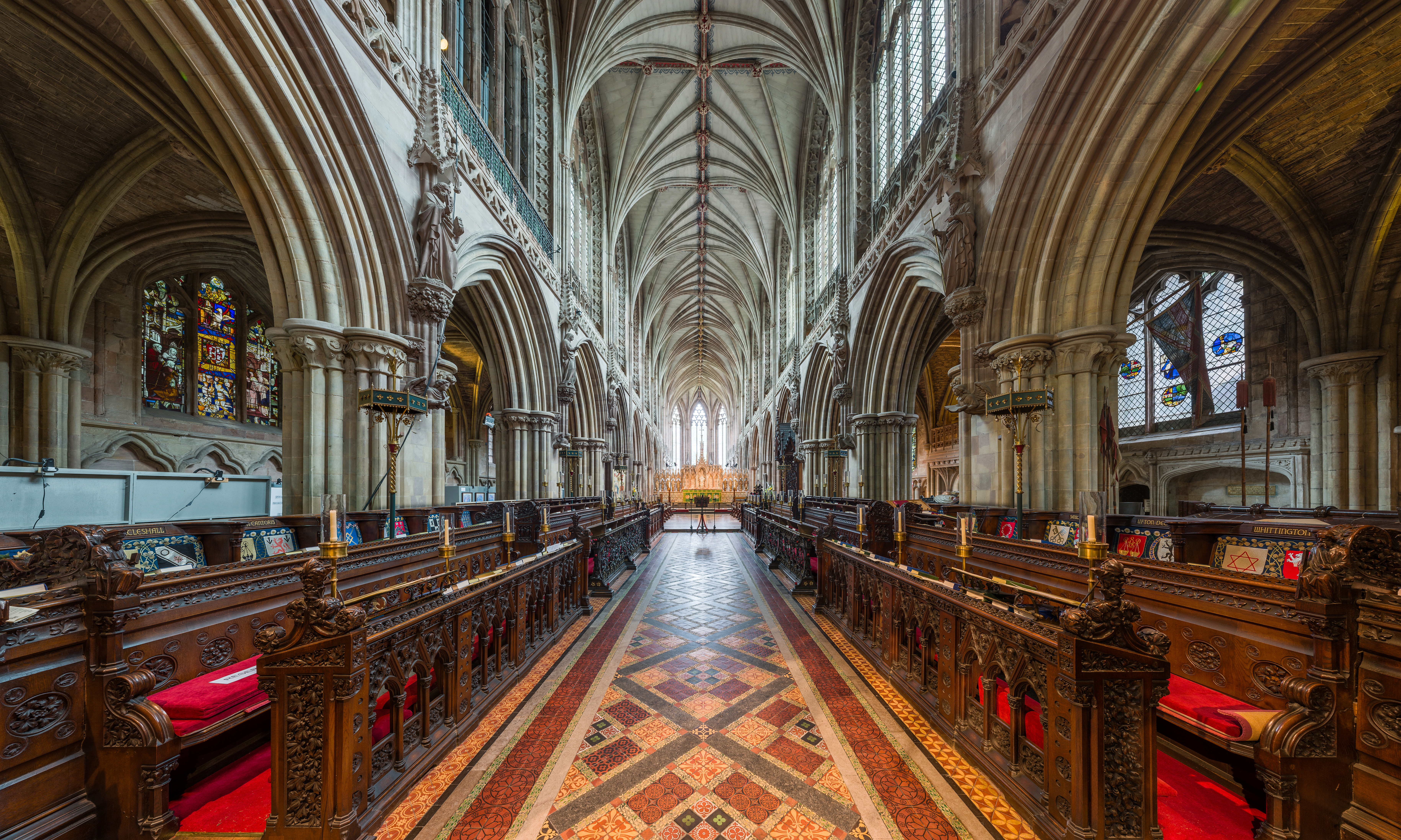
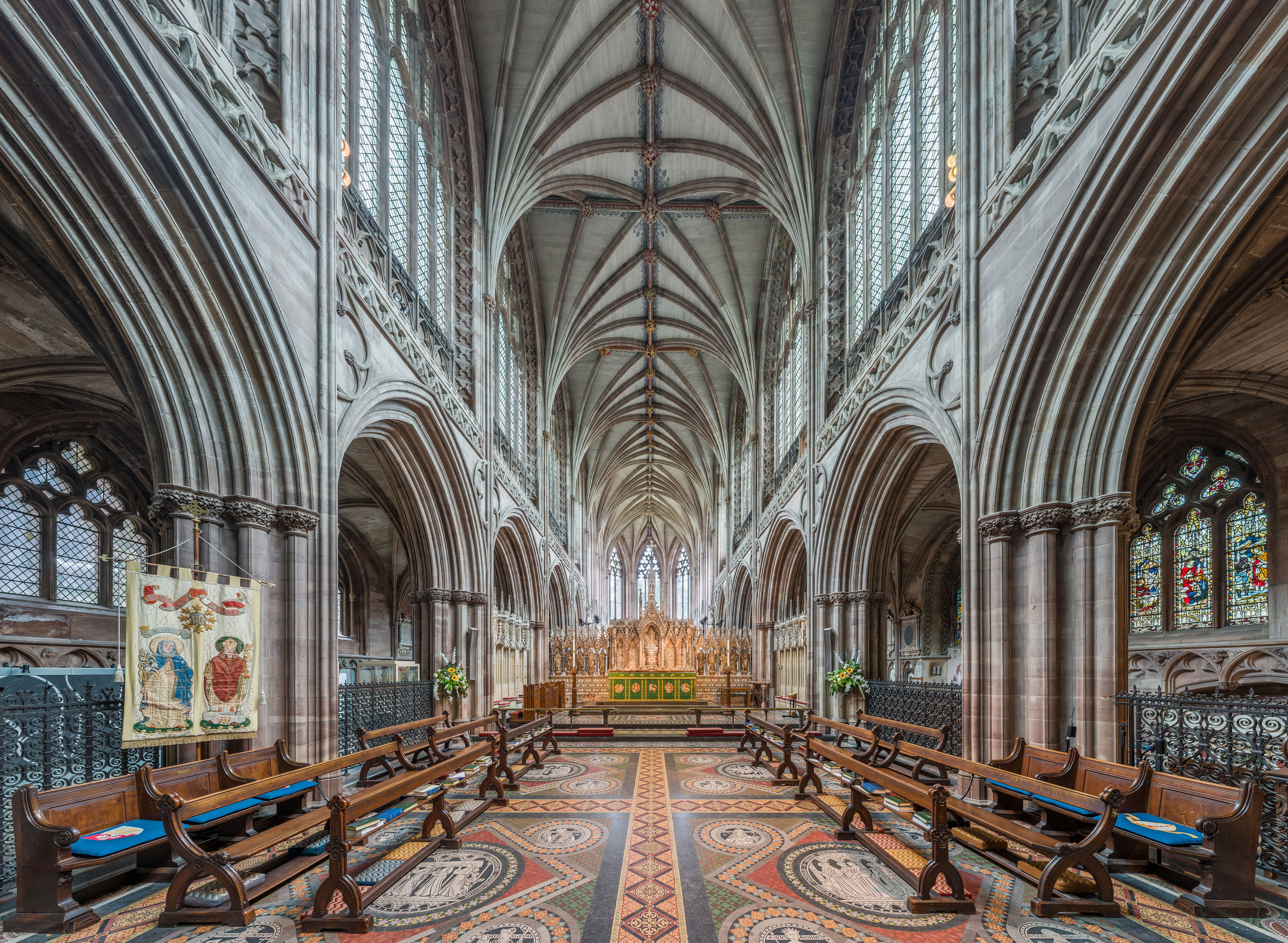
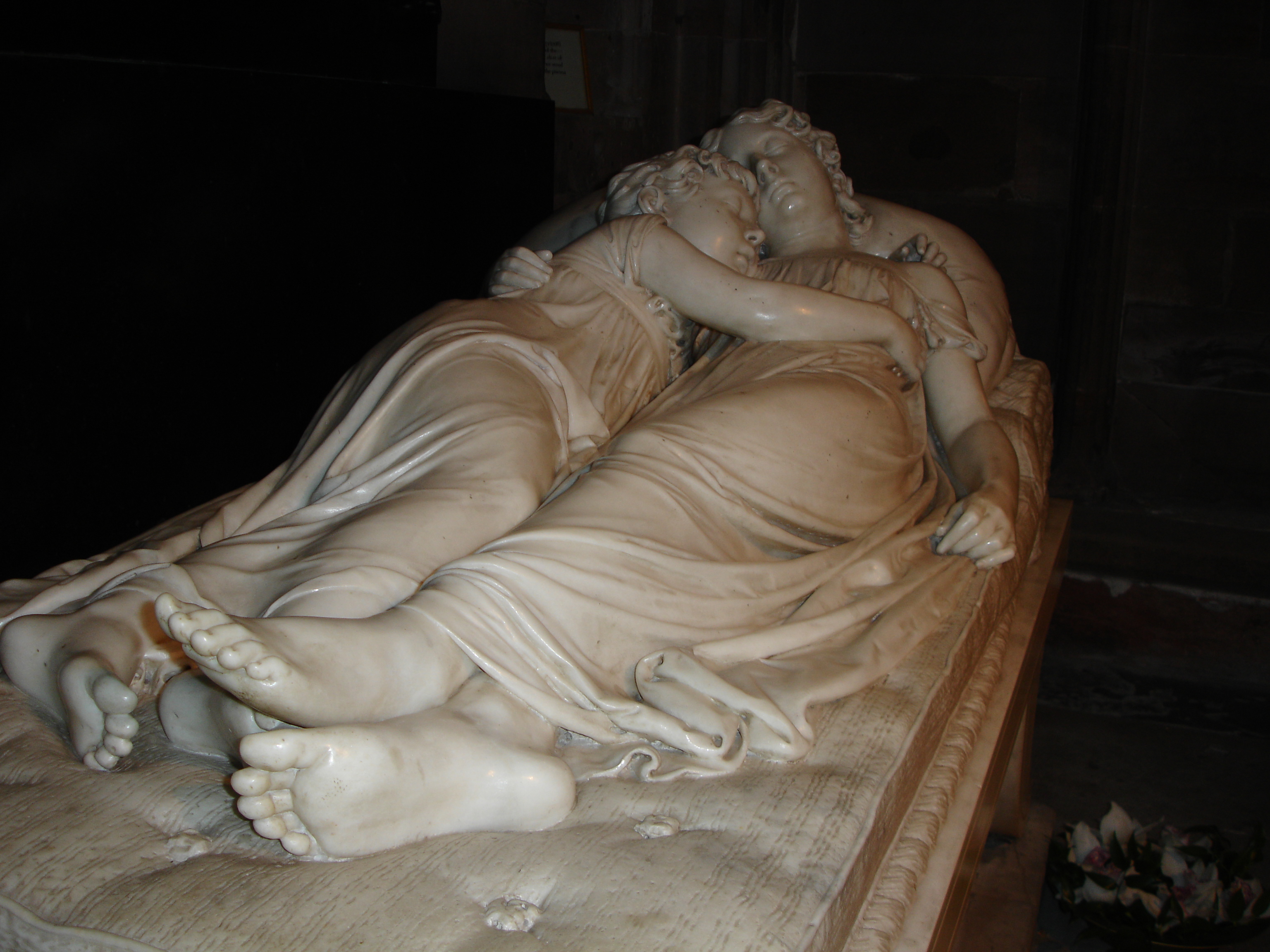
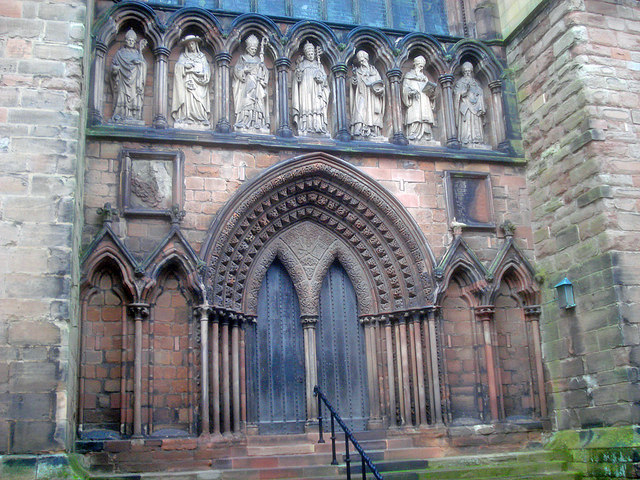
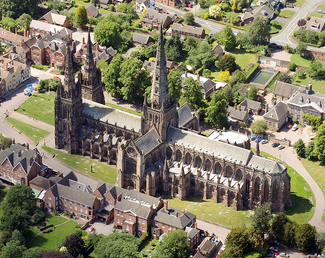